# Liste der Kardinalskreierungen Urbans IV.
Papst Urban IV. hat im Verlauf seines Pontifikates (1261–1264) in zwei Konsistorien die Kreierung von 14 Kardinälen vorgenommen.

## Konsistorien

### 17. oder 24. Dezember 1261
- Guido Foucois, Erzbischof von Narbonne – Kardinalbischof von Sabina, dann (5. Februar 1265) Papst Clemens IV., † 29. November 1268
- Raoul Grosparmi, Bischof von Evreux – Kardinalbischof von Albano † 11. August 1270
- Simone Paltanieri, Kanoniker des Domkapitels von Padua – Kardinalpriester von SS. Martino e Silvestro † Februar 1277
- Simon de Brion, Kanzler von Frankreich – Kardinalpriester von S. Cecilia, dann (22. Februar 1281) Papst Martin IV. † 28. März 1285
- Uberto di Cocconato – Kardinaldiakon von S. Eustachio † 13. Juli 1276
- Giacomo Savelli – Kardinaldiakon von S. Maria in Cosmedin, dann (2. April 1285) Papst Honorius IV. † 3. April 1287
- Goffredo da Alatri – Kardinaldiakon von S. Giorgio in Velabro, † kurz vor 31. Mai 1287

### Mai/Juni 1262
- Henricus de Segusio, Erzbischof von Embrun – Kardinalbischof von Ostia e Velletri, † 6. November 1271
- Anchero Pantaléon, Kardinalnepot – Kardinalpriester von S. Prassede, † 1. November 1286
- Guillaume de Bray – Kardinalpriester von S. Marco, † 29. April 1282
- Guy de Bourgogne, O.Cist., Abt des Klosters Cîteaux – Kardinalpriester von S. Lorenzo in Lucina, † 20. Mai 1272
- Annibale d’Annibaldi, O.P. – Kardinalpriester von SS. XII Apostoli, † 1272
- Giordano Pironti, Vizekanzler der Heiligen Römischen Kirche – Kardinaldiakon von SS. Cosma e Damiano, † 9. Oktober 1269
- Matteo Rubeo Orsini – Kardinaldiakon von S. Maria in Portico, † 4. September 1305